# قلعه آکیتا
قلعه آکیتا (به ژاپنی: 秋田城, Akita-jō)، اشاره به ویرانه‌های یک سکونتگاه مستحکم دوره نارا واقع در شهر فعلی آکیتا (شهر)، استان آکیتا، ژاپن دارد.